# Partito della Prosperità
Il Partito della Prosperità (in lingua amarica ብልፅግና ፓርቲ) è un partito politico etiope, fondato il 1 dicembre 2019 come successore del Fronte Democratico Rivoluzionario del Popolo Etiope dal primo ministro Abiy Ahmed Ali. Ha corso per la prima volta alle elezioni generali del 2021 totalizzando 410 seggi.

## Storia
Il partito è nato dalla fusione di tre ex partiti membri dell'EPRDF, il Movimento Democratico Nazionale Amhara, il Partito Democratico Oromo ed il Movimento Democratico del Popolo Etiope del Sud, mentre il quarto partito, il Fronte Popolare di Liberazione del Tigrè, non vi ha aderito.  
Al Partito della Prosperità hanno aderito altri 5 partiti: il Partito Democratico Nazionale Afar, il Fronte di unità democratica del popolo di Benishangul-Gumuz, il Partito Democratico del Popolo Somalo, il Movimento democratico del popolo di Gambela e la Lega Nazionale Harari.
Obiettivo del nuovo partito è quello di superare l'organizzazione su base etnica, propria dell'organizzazione dell'EPRDF, per creare un partito rappresentativo dell'intera nazione, obiettivo fortemente criticato da chi, come il Fronte Popolare di LIberazione del Tigrè, lo riteneva irrealizzabile in un paese di oltre 100 milioni di persone, rappresentative di circa 80 differenti gruppi etnici.
Gli obiettivi alla base della nascita del Partito della Prosperità, e le resistenze dei soggetti contrari a questa trasformazione, hanno degenerato, tanto da rappresentare una della cause della guerra del Tigrè, una guerra civile che si è combattuta in Etiopia dal novembre del 2020 al novembre del 2022.

## Obiettivi
(Abiy Ahmed Ali)
Il partito è visto come sostenitore del nazionalismo civico etiope, viene definito un partito multietnico grazie alla fusione di diversi partiti di etnie differenti, promuovendo così un'identità nazionale unificata. Gli oppositori vedono il partito come una sottrazione di potere ai singoli gruppi etnici, mentre i sostenitori credono sia un modo di separare la politica e l'amministrazione governativa dalla propria etnia, sostenendo i diritti individuali e promuovendo l'unità e la solidarietà nazionale. Il partito ha permesso a diversi gruppi etnici, prima esclusi e considerati inferiori, di unirsi al governo e di avere vita politica.

## Tensioni all'interno del partito
Nonostante gli obiettivi dichiarati, all'interno del partito si sono registrate tensioni, derivanti anche dalle differenze etniche dei gruppi che vi sono confluiti.